# Alexandre Balthazar Laurent Grimod de La Reynière
Alexandre Balthazar Laurent Grimod de la Reynière,  född den 20 november 1758 i Paris, död den 25 december 1837 i Villiers-sur-Orge nära Paris, var en fransk skriftställare. Han var gift med Adélaïde-Thérèse Feuchère.
Grimod de La Reynière gjorde sig känd genom epikureiska verk, framför allt Almanack des gourmands (8 band, 1803–1812) och Manuel des Amphitryons (1808). Hans biografi skrevs av Oettinger (1854) och Desnoiresterres (1877). 